# Inawashiro (Fukushima)
Inawashiro (猪苗代町 Inawashiro-machi?) es un municipio situado en el distrito de Yama, en la prefectura de Fukushima, Japón. Tiene una población estimada, a fines de mayo de 2024, de 12 651 habitantes.
Su área total es de 394.85 km².

## Geografía

### Municipios circundantes
- Prefectura de Fukushima
  - Fukushima
  - Nihonmatsu
  - Kōriyama
  - Aizuwakamatsu
  - Bandai
  - Kitashiobara
- Prefectura de Yamagata
  - Yonezawa

## Demografía
Según datos del censo japonés, la población de Inawashiro ha disminuido en los últimos años.
| Año del censo | Población |
| ------------- | --------- |
| 1995          | 18.874    |
| 2000          | 18.178    |
| 2005          | 17.009    |
| 2010          | 15.805    |
| 2015          | 15.037    |
| 2024 (est.)   | 12.651    |